# کریستینه پوغوسیان
کریستینه آتومی پوغوسیان (ارمنی: Քրիստինե Ատոմի Պողոսյան؛ زادهٔ ۲۷ سپتامبر ۱۹۸۲) یک سیاستمدار اهل ارمنستان است که از تاریخ ۲۰۱۹ تا کنون سمت نمایندگی دوره‌های هفتم و هشتم مجلس ملی جمهوری ارمنستان را برعهده داشت.

## زندگی‌نامه
در ۲۷ سپتامبر ۱۹۸۲ در پتغنی به دنیا آمد و از دانشگاه پلی‌تکنیک ارمنستان فارغ‌التحصیل شد. 